# Island Resort
Le Island Resort est un complexe de 8 gratte-ciel construits en 2001 à Hong Kong en Chine. Chaque immeuble abrite des appartements et mesure 202 mètres pour 60 étages. Les immeubles sont numérotés de 1 à 9, le chiffre 4 étant volontairement omis pour des raisons de superstitions.